# Syzygium beddomei
Syzygium beddomei là một loài thực vật thuộc họ Myrtaceae. Đây là loài đặc hữu của Ấn Độ.